# Kartali járás

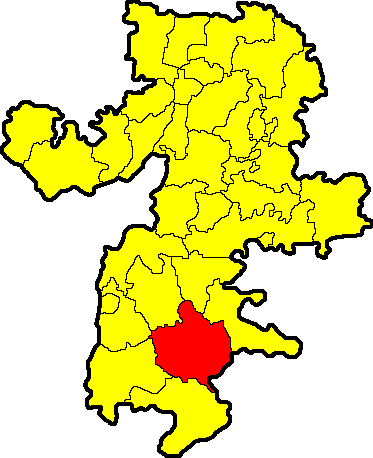
A Kartali járás a Cseljabinszki területen

A Kartali járás (oroszul Карталинский район) Oroszország egyik járása a Cseljabinszki területen. Székhelye Kartali.

## Népesség
- 1989-ben 22 170 lakosa volt.
- 2002-ben 21 961 lakosa volt, melyből 17 094 orosz, 2308 kazah, 656 ukrán, 496 tatár, 433 mordvin, 278 baskír, 113 fehérorosz stb.
- 2010-ben 49 387 lakosa volt, melyből 42 003 orosz, 2621 kazah, 1192 ukrán, 1017 tatár, 461 mordvin, 337 baskír, 202 fehérorosz, 181 német, 124 örmény, 113 tadzsik stb.